# Agatha Dietschi
Agatha Dietschi, också känd som Hans Kaiser och Scnitter Hensli, död efter år 1547, var en tysk bedragare.
Agatha Dietschi var ursprungligen från Wehingen, där hon varit gift med en man. Hon anlände senare till byn Niedingen vid Donau utklädd till man under namnet Hans Kaiser, kallad Scnitter Hensli, och i sällskap med hustru och barn. Hon arbetade som dräng vid Donau ett tag, och återvände sedan till Niedingen utan hustru och barn, som hon uppgav hade avlidit. 1538 gifte hon sig med Anna Reuli, som ska ha upptäckt hennes fysiska kön året därpå. Paret bosatte sig i Freiburg am Breisgau och hade ett lyckligt äktenskap fram till 1547, då Reuli inledde ett förhållande med en man vid namn Max Cross och ville skiljas. Hon avslöjade sin makes fysiska kön för sin svåger, som anmälde Dietschi. Talspunkten var kätteri. Inför rätten vittnade Max Cross om att Reuli var oskuld, men ett annat vittne hävdade att Reuli och Dietschi hade setts i en lada invecklade i sexuell aktivitet. Det framkom att Dietschi hade tillverkat en dildo, men rätten övertygades om att hon inte hade lyckats åstadkomma en penetration med den.
Agatha Dietschi ställdes vid skampålen fjättrad med järnkrage och förvisades därefter från staden. 
Att kvinnor åtalades och avrättades för homosexualitet var ovanligt. I de fall det förekom, åtalades de dock liksom män för kätteri, vilket fallet Dietschi illustrerar. Fallet med Katherina Hetzeldorfer från 1477 och med en till namnet okänd kvinna i Basel från 1537 ledde båda till avrättning, liksom i det samtida franska fallet om Catherine de la Maniere och Francoise de l'Estrage: i dessa fall hade kvinnorna i fråga dock dömts för att ha penetrerat sin partner med en dildo, vilket blev en avgörande punkt, då samlag definierades som penetration och kvinnorna då dömdes för att ha begått kätteri genom att ha tagit sig mannens roll.